# Newpower Soul
Newpower Soul è un album del 1998 dei The New Power Generation, ma è de facto un album di Prince (il suo nome d'arte in quel momento era un simbolo impronunciabile). L'album è stato annunciato come un album di Prince in un comunicato stampa emesso dal suo pubblicista, ma soli giorni dopo il suo sito ufficiale, al momento secondo loro erano semplici voci.

## Elenco delle tracce[1]
1. "Newpower Soul"
2. "Mad Sex"
3. "Until U're in My Arms Again"
4. "When U Love Somebody"
5. "Shoo-Bed-Ooh"
6. "Push It Up"
7. "Freaks on This Side"
8. "Come On"
9. "The One"
10. "(I Like) Funky Music"
11. "Wasted Kisses" (3:07) – hidden track, seguendo le tracce silenziose 11–48.

## Singoli
- "Come On"

1. "Come On" (Doug E. Fresh Mix)
2. "Come On" (Remix)
3. "Come On" (Album Edit)
4. "Come On" (Hypermix)
5. "Come On" (Latenitemix)
6. "Come On" (Acapella)
7. "The One" (Remix) disponibile solo su 1-800-NEW-FUNK maxi-single